# Sébastien Minard
Sébastien Minard, né le 12 juin 1982 à Senlis, est un coureur cycliste français. Professionnel de 2005 à 2016, il a remporté Paris-Camembert en 2010.

## Biographie

### Carrière amateur
Membre du CC Nogent-sur-Oise dans les rangs amateurs, Sébastien Minard se consacre à la route et au cyclo-cross. Il obtient plusieurs podiums importants sur route en 2004, ainsi qu'une troisième place aux championnats de France espoirs de cyclo-cross et une quatrième place aux championnats du monde de cette catégorie. Il est élu Vélo d'or espoirs 2004.

### Carrière professionnelle

#### 2005: première année chez RAGT-Semances
Sébastien Minard commence sa carrière professionnelle en 2005 au sein de l'équipe RAGT Semences. Il signe le seul succès de celle-ci cette année-là, la 10e étape du Tour de l'Avenir. L'équipe RAGT Semences disparaît en fin de saison.

#### 2006-2010: Cofidis
Sébastien Minard s'engage avec l'équipe ProTour Cofidis. Durant ses premières saisons dans cette formation, il participe trois fois aux Tour d'Espagne et obtient quelques places d'honneurs  à Paris-Bourges (8e) et Paris-Tours (16e) en 2006, à l'Étoile de Bessèges (5e) et au Tour de Picardie (7e) en 2007, et au Circuit Het Volk (11e) en 2008.
En 2009, il acquiert un statut plus important au sein de l'équipe, en particulier sur les courses flandriennes qu'il affectionne à la suite du départ des meilleurs de Cofidis pour ces courses (Sylvain Chavanel et Nick Nuyens notamment). Quatrième du Tour du Finistère et cinquième de l'Étoile de Bessèges, il est également 29e et premier Cofidis sur Paris-Roubaix. En mai, il finit 12e des Quatre Jours de Dunkerque après avoir porté le maillot rose pendant une journée.
Il remporte le 13 avril 2010 Paris-Camembert, sa deuxième victoire depuis qu'il est passé professionnel. Il devance au sprint son compagnon d'échappée Maxime Méderel.

#### 2011-2016: chez AG2R La Mondiale
En 2011, il signe un contrat de 2 ans avec la formation AG2R La Mondiale Il commence alors sa saison au Grand Prix d'ouverture La Marseillaise.
Lors de la saison 2014, il prend part au Tour des Flandres, durant lequel il accompagne les principaux favoris dans un groupe de treize avec Fabian Cancellara, Peter Sagan et Tom Boonen notamment. Il se fait distancer à la suite d'un problème mécanique dans la dernière ascension du Vieux Quaremont. Il termine à la 20e place.
Minard est sélectionné pour la course en ligne des championnats du monde de Richmond. Les chefs de file français sont les sprinteurs Nacer Bouhanni et Arnaud Démare ainsi que les puncheurs Julian Alaphilippe et Tony Gallopin. Minard ainsi que Cyril Lemoine ont un rôle d'équipier dès le début de la course et sont des « capitaines de route » pour la sélection française.
Non-conservé par AG2R La Mondiale à l'issue de la saison 2016, il ne trouve pas de nouvel employeur et met fin à sa carrière.

### Reconversion
Après sa carrière, il devient gérant de deux magasins de cycles.

## Palmarès sur route

### Palmarès amateur
- 2003
  - 3e du Tour du Haut-Anjou
- 2004
  - Boucles de Picquigny
  - Ronde de l'Oise
  - 1re étape du Tour de la Bidassoa
  - 2e de la Roue tourangelle
  - 2e du Grand Prix de Waregem
  - 2e du Grand Prix de la ville de Nogent-sur-Oise
  - 2e du Tour d'Eure-et-Loir
  - 3e de Paris-Tours espoirs
  - 3e de Paris-Troyes

### Palmarès professionnel
- 2005
  - 10e étape du Tour de l'Avenir
- 2010
  - Paris-Camembert

### Résultats sur les grands tours

#### Tour de France
6 participations
- 2009 : 38e
- 2010 : 92e
- 2011 : 110e
- 2012 : 65e
- 2013 : 124e
- 2014 : 99e

#### Tour d'Espagne
6 participations
- 2006 : 44e
- 2007 : 57e
- 2008 : 71e
- 2010 : 102e
- 2015 : 96e
- 2016 : non-partant (6e étape)

### Classements mondiaux
| Année                  | 2005 | 2006 | 2007 | 2008 | 2009 | 2010 | 2011 | 2012 | 2013 | 2014 | 2015 | 2016 |
| ---------------------- | ---- | ---- | ---- | ---- | ---- | ---- | ---- | ---- | ---- | ---- | ---- | ---- |
| Calendrier mondial UCI |      |      |      |      | 227e |      |      |      |      |      |      |      |
| UCI World Tour         |      |      |      |      |      |      | nc   | 239e | nc   | nc   | nc   | nc   |
| UCI Europe Tour        | 556e |      |      |      |      | 115e |      |      |      |      |      |      |

## Palmarès en cyclo-cross
- 1997-1998
  - 3e du championnat de France de cyclo-cross cadets
- 2002-2003
  - 3e du championnat de France de cyclo-cross espoirs
- 2003-2004
  - 4e du championnat du monde de cyclo-cross espoirs

## Distinctions
- Vélo d'or Espoirs : 2004